# Red (álbum de Taylor Swift)
Red (estilizado como RED) —en español: «Rojo»— es el cuarto álbum de estudio de la cantante y compositora estadounidense Taylor Swift. Se lanzó el 22 de octubre de 2012 a través de Big Machine Records. Swift compuso la mayoría de las canciones en solitario; sin embargo, contó con la colaboración de los compositores Dan Wilson, Max Martin, Shellback, Liz Rose, Jacknife Lee, Gary Lightbody, Ed Sheeran, Dels y Patrick Warren en algunas pistas. El álbum incluye principalmente géneros tales como el country, el pop rock, el country pop, el pop, el country contemporáneo y el teen pop. Andrew Hampp, de la revista Billboard, describe a Red como el «primer álbum pop adulto» de Swift, así como el «más interesante [y] de mayor duración hasta la fecha». Durante los últimos días del mes de septiembre e inicios de octubre de 2012, Swift presentó diferentes canciones del álbum en el programa matutino Good Morning America.
De acuerdo con Metacritic, el álbum recibió generalmente revisiones positivas por parte de los críticos de la música profesionales, por lo que obtuvo 77 puntos sobre 100 sobre la base de sus críticas. Diversos críticos elogiaron el cambio de género de la música de la cantante en relación con sus anteriores álbumes y compararon su estilo con el de la cantante canadiense Shania Twain. Asimismo, contó con una buena recepción comercial mundialmente, ya que alcanzó el número uno en ocho países y se ubicó entre los diez más vendidos en más de once territorios. Su mayor éxito estuvo centrado en los Estados Unidos, donde debutó en el número 1 de la lista Billboard 200 al vender 1 208 000 copias en su primera semana, lo que para la fecha lo convirtió en el segundo álbum de una artista femenina con más ventas en su semana debut, luego de Oops!... I Did It Again (2000) de Britney Spears, que vendió 1 319 000 copias en su primera semana. Según el reporte anual de ventas de la IFPI, Red vendió aproximadamente 5.2 millones de copias durante el 2012, lo que lo convirtió en el segundo álbum más vendido de dicho año, solo detrás de 21 (2011) de Adele, que vendió más de ocho millones.
Para promocionar el álbum, la discográfica lanzó siete sencillos oficiales y uno promocional, que contaron generalmente con buena recepción comercial. Del álbum se desprendieron dos éxitos internacionales, «We Are Never Ever Getting Back Together» y «I Knew You Were Trouble», que alcanzaron el top 10 en diversos países. Los demás sencillos, «Begin Again», «22», «Red», «Everything Has Changed», «The Last Time» y «State of Grace» tuvieron una recepción moderada. La intérprete ofreció numerosas presentaciones como parte de la promoción del disco, entre las que se destacan sus apariciones en los premios MTV Video Music Awards, MTV Europe Music Awards y American Music Awards, todos celebrados en el 2012. Así mismo, Swift inició la gira promotora del disco, llamada Red Tour, el 13 de marzo de 2013. Esta contó con cincuenta y ocho presentaciones en cuarenta y cinco ciudades distintas, y tuvo como invitado especial al cantante británico Ed Sheeran. Por otro lado, Red recibió nominaciones en los premios Grammy de 2014 en las categorías de álbum del año y mejor álbum country. Asimismo, ganó el premio a mejor álbum del Billboard 200 y mejor álbum country en los Billboard Music Awards de 2013, donde también la intérprete obtuvo seis premios más. En 2020, el disco ocupó el 99.o puesto de los 500 mejores discos de todos los tiempos, de acuerdo a la revista Rolling Stone.
El 18 de junio del 2021, a través de sus redes sociales, Swift confirmó la regrabación y estrenó del álbum titulado Red (Taylor's Version) para la fecha de 19 de noviembre del 2021. Sin embargo, meses después, la cantante anunció el adelantamiento del álbum para el 12 de noviembre del mismo año. La regrabación cuenta con un total de 30 canciones, incluyendo 9 canciones adicionales con colaboraciones con Chris Stapleton, Phoebe Bridgers, Ed Sheeran y la versión extendida de 10 minutos de la canción All Too Well, acompañada de un cortometraje de la misma.

## Antecedentes y lanzamiento

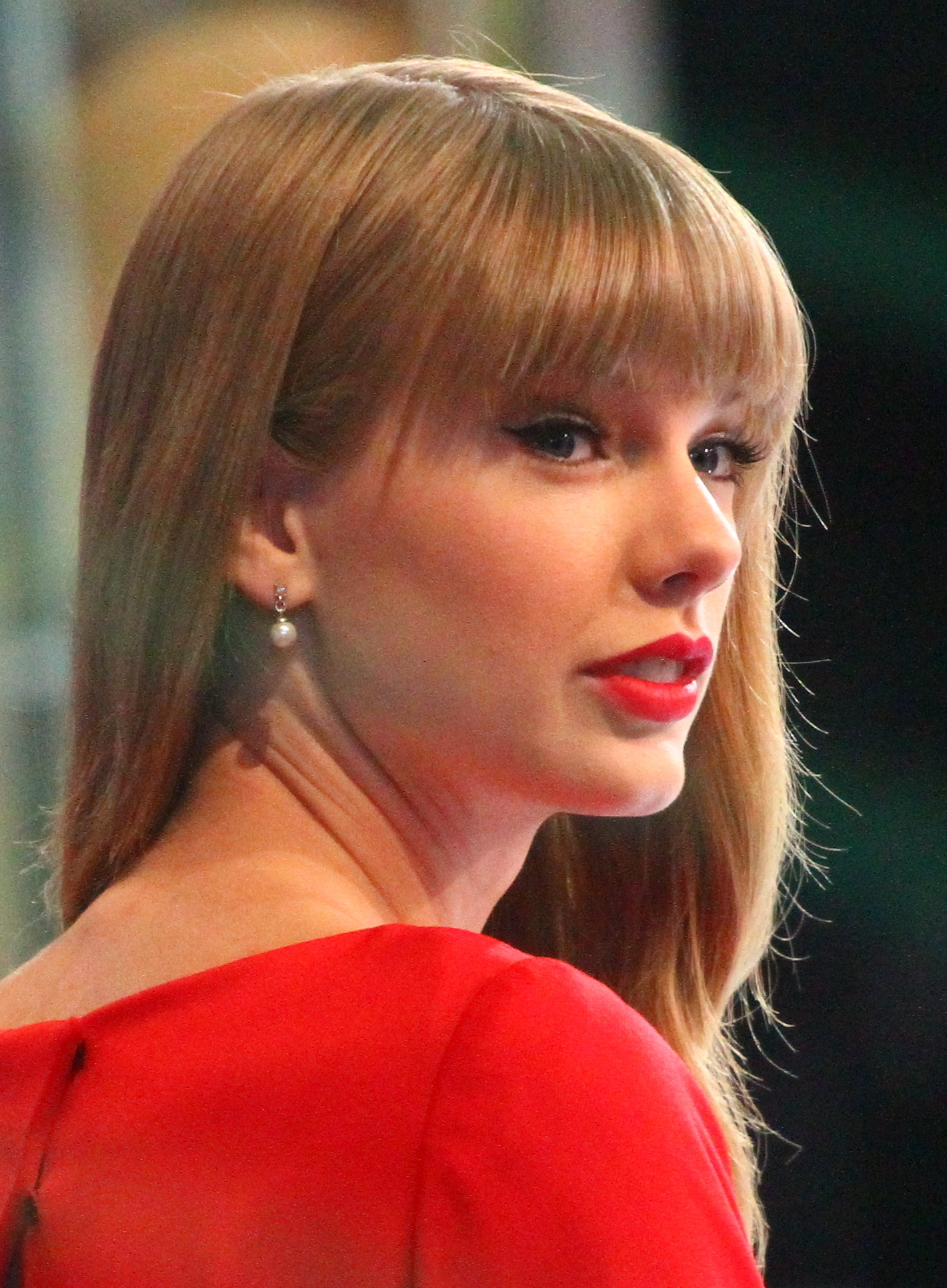
Swift durante el lanzamiento de Red en Good Morning America en octubre de 2012.

El 13 de agosto de 2012, Swift realizó un videochat desde Nashville para sus seguidores, con el fin de responder las preguntas de estos. El videochat contó con más de 72 500 visitas y allí dio un adelanto del primer sencillo del álbum, «We Are Never Ever Getting Back Together» y anunció la fecha de lanzamiento de su cuarto disco de estudio, Red. También, explicó el trasfondo del título de su disco y comentó que: 

«Todas las diferentes emociones que están escritas en este álbum son todas más o menos sobre el tipo de relaciones turbulentas, locas, dementes, intensas y semi-tóxicas que he experimentado en los últimos dos años. Todas esas emociones —que van desde el amor intenso, frustración intensa, celos, confusión, todo eso— en mi mente, todas esas emociones son de color rojo. Ya sabes, no hay nada en el medio. No hay nada beige sobre ninguno de esos sentimientos».

En el mismo medio, comentó que escribió más de treinta canciones para el álbum, de las cuales tuvo que escoger dieciséis para incluirlas en el material y expresó que las «relaciones disfuncionales y malas pueden proporcionar un montón de inspiración». Swift dio adelantos de algunas canciones en el programa Good Morning America durante cada lunes, desde el 24 de septiembre hasta el 15 de octubre del mismo año. Posteriormente, se presentó el 22 de octubre para el lanzamiento de Red, y al día siguiente ofreció un concierto en el mismo programa. De acuerdo con Swift, el proceso de grabación, escritura y preparación del álbum duró aproximadamente dos años. Sarah Barlow tomó la portada del disco, en esta, se muestra el rostro de Swift de perfil con sus labios pintados de color rojo. En la esquina inferior izquierda de la carátula aparece el título del álbum en letras rojas y el nombre de la intérprete de color blanco. Tanto la versión estándar como la edición de lujo del disco se lanzaron el 22 de octubre de 2012 en países como los Estados Unidos, Italia, Nueva Zelanda, entre otros. La tienda digital de iTunes publicó una versión karaoke del álbum el 5 de febrero de 2013; esta incluye la versión instrumental de las dieciséis canciones de la edición estándar del disco.

## Composición y producción
Inicialmente, Swift iba a trabajar con el productor Nathan Chapman, con quien había colaborado en todos sus álbumes anteriores. Sin embargo, decidió no hacerlo, debido a que observó veinte de sus canciones y notó que hizo el disco exactamente de la misma manera que hizo los últimos tres. Por esto, en una entrevista con la revista Billboard comentó que: «Sabía que no había saltado de mi zona de confort, [que era] escribir sola y trabajar con Nathan. “Red” la canción fue un verdadero cambio para el álbum Red. Cuando escribí esa canción mi mente empezó a deambular en todos los lugares a los que podríamos ir». Phil Gallo, un escritor de Billboard, preguntó a la artista si había un vínculo entre las canciones de rompimiento y su condición emocional y la instrumentación de Red. A esto, la intérprete respondió que: 

«Son todas las maneras en las que tienes que decir adiós a alguien. Cuando estás experimentando los altibajos de una relación, especialmente cuando tienes 22 años de edad, todos ellos te golpean de maneras diferentes. Todo modo diferente de extrañar a alguien, todo tipo de pérdida — todo suena diferente para mí. Cuando estás extrañando a alguien, el tiempo parece que se mueve más lento y cuando me estoy enamorando de alguien, el tiempo parece moverse más rápido. Así que creo que porque el tiempo parece que se mueve más lento cuando estoy triste, es porqué paso mucho tiempo escribiendo canciones sobre eso. Parece como si tuviera más horas en el día».

Respecto a cómo decidió colaborar con Ed Sheeran, Gary Lightbody, Max Martin y Dan Wilson, la intérprete comentó que: 

«Las personas que me inspiraron fueron a quienes me acerqué. Miras a alguien como Ed Sheeran, que viene de un lugar tan sincero como escritor, y sus canciones te mueven en toda dirección emocionalmente. Eso es algo por lo que estaba muy inspirada y terminé llamándolo. Snow Patrol son absolutamente exactos, pueden golpearte cuando están cantando acerca de pérdida o anhelo. Siempre he estado fascinada por cómo el productor Max Martin puede aterrizar un estribillo. Él viene a ti y te golpea y es un estribillo — todo en mayúsculas, con signos de exclamación. Dan Wilson, de vuelta a sus días de Semisonic, ha sido una enorme inspiración. Cuando tus inspiraciones se convierten en tus colaboradores, se convierte en algo realmente fiel a la música que te gusta».

## Contenido musical
Swift compuso todas las canciones del álbum, tanto de la versión estándar como de la versión de lujo, sin embargo, en algunas cuenta con la colaboración de los compositores Dan Wilson, Max Martin, Shellback, Liz Rose, Jacknife Lee, Gary Lightbody, Ed Sheeran y Patrick Warren. Musicalmente, comprende principalmente los géneros country, pop rock, country pop, pop y teen pop. Según Andrew Hampp de la revista Billboard, Red es el «primer álbum pop adulto» de Swift, así como el «más interesante [y] de mayor duración hasta la fecha». El disco inicia con «State of Grace», una canción que contiene batería y repique de guitarras que recuerdan a The Stone Roses y The Cure; el tema presenta influencias de U2, Florence + The Machine y específicamente de la canción «Dreams» de The Cranberries. De acuerdo con Swift, su letra habla acerca de «la primera vez que te enamoras de alguien» y según ella, «esto suena como el sentimiento de enamorarse de una manera épica». La pista que titula al álbum, «Red», posee un ritmo «aeróbico» que proporciona una base firme a la nostálgica voz de Swift y una producción que evoca a su sencillo de 2008, «Love Story». Su letra es «más dolorosa y frustrada que cualquiera de esos clichés de cuentos de hadas». De acuerdo con Billy Dukes de State of Country, «Red» es, líricamente, la mejor canción del disco, seguida por «All Too Well», «Begin Again», «The Lucky One» y «Everything Has Changed». Swift compuso «Treacherous», la tercera canción, junto a Dan Wilson, esta es la primera que contiene un «instrumento orgánico» y su letra habla básicamente acerca de «perder tu virginidad». Según Jessica Zaleski de Crushable, «Treacherous» habla acerca de una relación o persona que es mala para ti, pero no puedes dejarla porque te gusta demasiado.

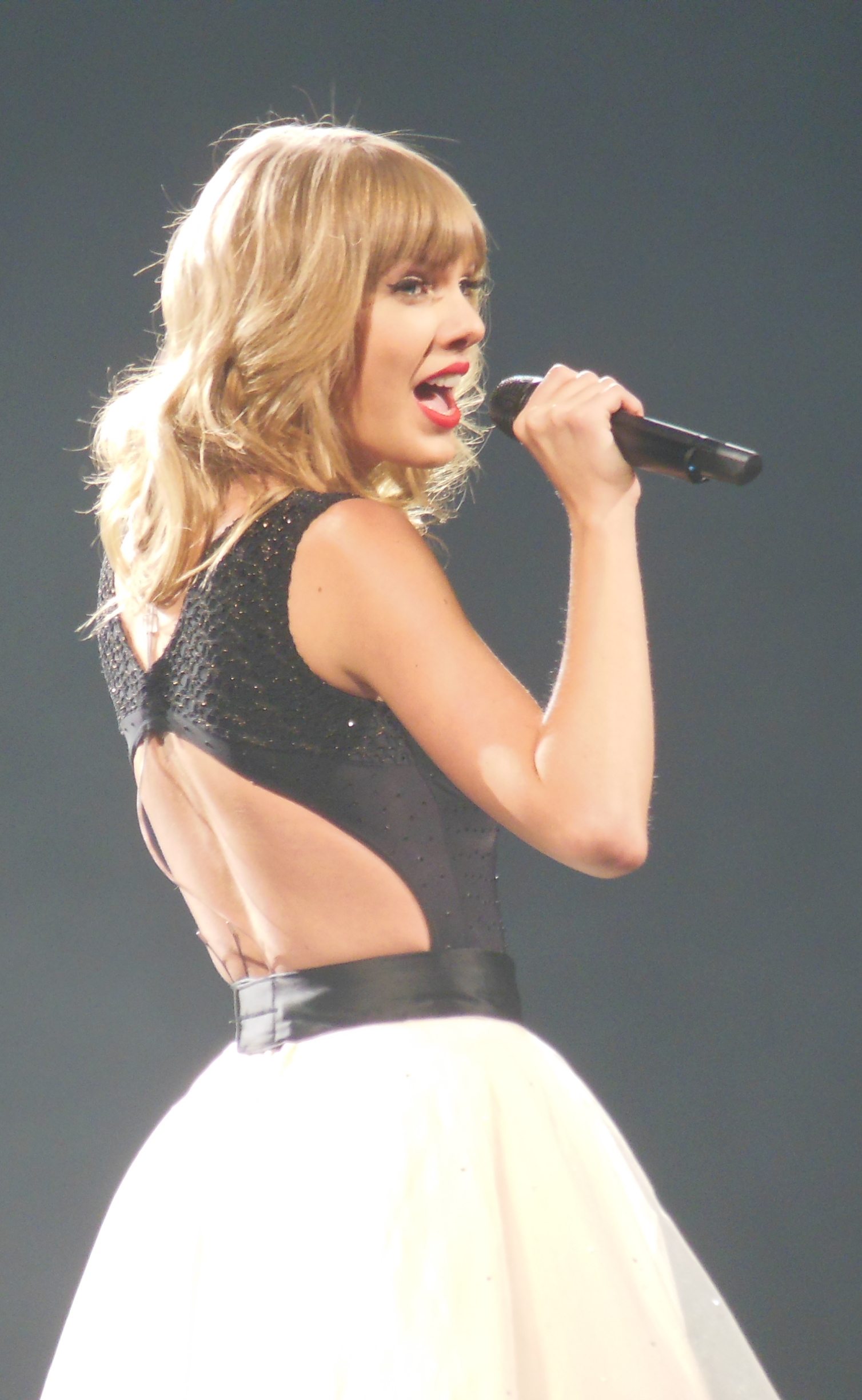
Swift interpretando «Treacherous» en el Red Tour.

«I Knew You Were Trouble» presenta influencias del género dubstep y según Andrew Hampp muestra a la cantante gritando: «¡Estoy experimentando!» en un megáfono. En una entrevista en Good Morning America la cantante comentó que: «Es una de mis canciones favoritas del álbum, porque suena tan caótica como lo que sentí cuando la escribí [...] Es una canción sobre estar frustrado contigo mismo porque estas aquí [con el] corazón roto y supiste cuando viste a esa persona por primera vez, viste todas esas advertencias y de igual forma fuiste por eso». «All Too Well», compuesta por Swift y Liz Rose, está acompañada por una guitarra acústica y trata acerca de «Swift bailando alrededor de la cocina con la luz del refrigerador en recuerdo de un romance que parece haber sido enterrado en el tiempo». Según Zaleski, «All Too Well» recuerda a «una relación y cómo una vez que terminó, el chico devolvió todas sus cosas, pero conservó su bufanda». La sexta pista, «22», es la «canción pop más descarada de su carrera» y habla acerca de «olvidarse de las fechas límites», «ser joven, relajarse y vestirse como hipsters». La balada «I Almost Do», compuesta únicamente por Swift, es «emocional pero simple». Esta habla sobre «cómo después de una relación sabes que no debes llamar o escribirle a la otra persona, pero estás a punto de hacerlo de todas formas». Swift compuso «We Are Never Ever Getting Back Together», la octava pista del disco, junto a Max Martin y Shellback. El tema «es una canción de separación que cierra la puerta en la cara de todos los perdedores que vienen arrastrándose con disculpas y "te quieros"». De acuerdo con James Montgomery de MTV, «We Are Never Ever Getting Back Together» comienza como «un montón de sus canciones anteriores», pero muestra una «madurez marcada».

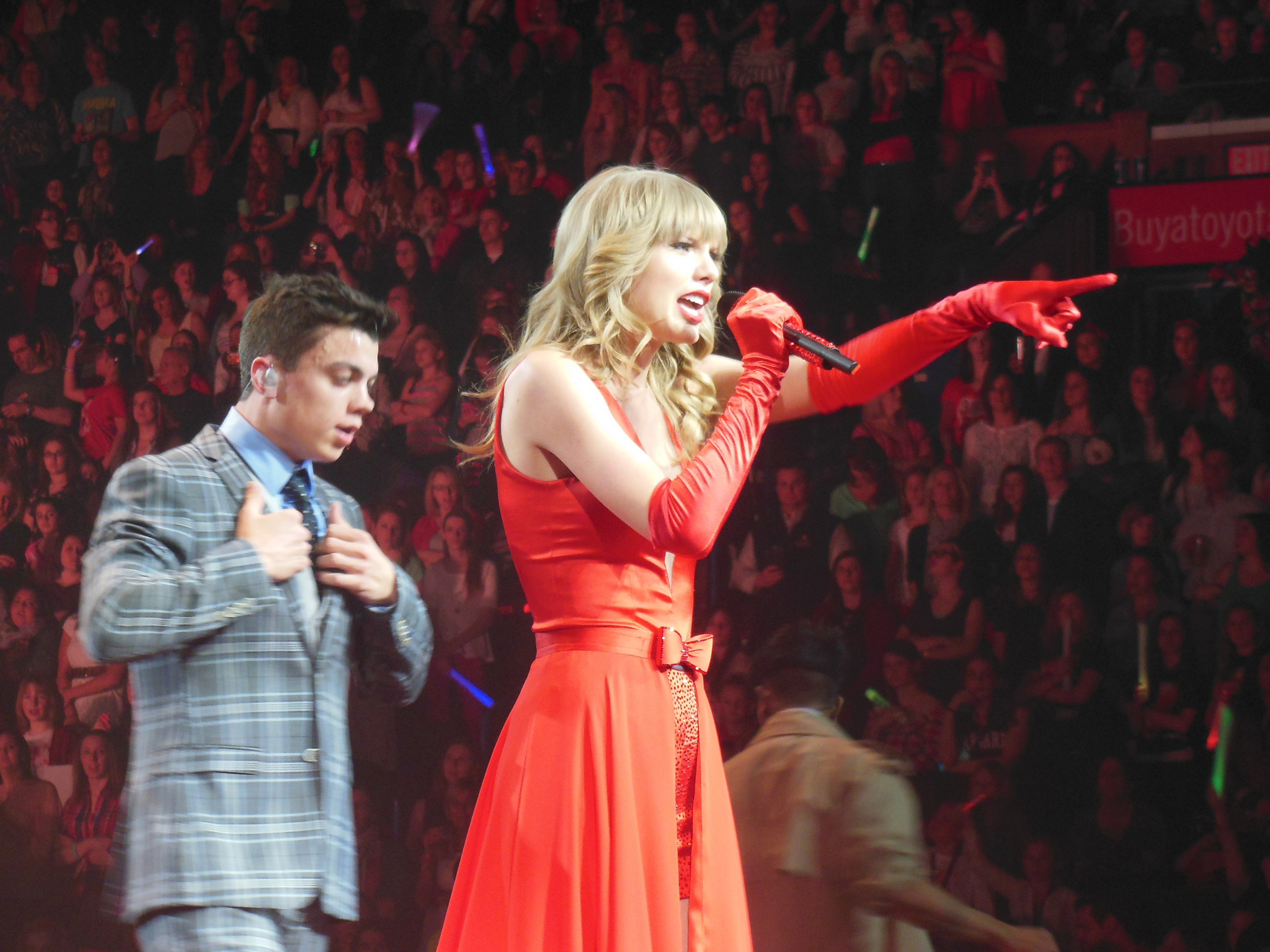
Swift interpretando «The Lucky One» durante la gira promotora del disco.

«Stay Stay Stay» es uno de los temas con arreglos musicales más country del álbum. Este habla sobre una «valiente promesa de "estar, estar, estar" con un novio actual» y según Hampp es «una versión más tonta de "Ours"». Según Zaleski, es una «canción de amor feliz sobre una buena relación». «The Last Time» es la décima canción del disco y cuenta con la colaboración de Gary Lightbody, miembro de la agrupación Snow Patrol. Swift compuso el tema junto a Lightbody y Jacknife Lee y este «recuerda a una versión silenciosa de "Set Fire To The Third Bar"», de la misma agrupación. «Holy Ground», compuesta únicamente por Swift, es una pista country rock que habla sobre el momento emocionante pero fugaz en una relación en el que «todo lugar en el que estemos es tierra santa». El tema número doce del disco, «Sad Beautiful Tragic», presenta una «brillante melancolía que hace reminiscencia a Mazzy Star». Según Swift, «Sad Beautiful Tragic» es realmente cercana a su corazón, y dijo que la escribió después de un show, mientras pensaba en «esta relación que terminó meses y meses antes». «The Lucky One» es «un cuento de advertencia de Hollywood sobre los peligros de la fama». El tema está inspirado en la «leyenda de folk pop» Joni Mitchell. De acuerdo con Zaleski, «The Lucky One» habla sobre los «altibajos de ser famosa» y se parece a «Lucky» de Britney Spears. «Everything Has Changed» cuenta con la colaboración vocal de Ed Sheeran, quien también coescribió el tema. De acuerdo con Swift, la canción habla básicamente sobre estar enamorado y se trata de «conocer a alguien [que] de repente cambia toda tu perspectiva sobre el mundo». «Starlight» es el tema bailable del disco y su letra habla acerca de un período cuando Swift y su novio tenían 17 años de edad. También trata acerca de una fiesta en la que «todo el mundo se viste de gala, y la chica de la canción bailó toda la noche con su novio». La versión estándar del álbum cierra con «Begin Again», la décima sexta pista. A diferencia de los anteriores temas de Red que hablan sobre «relaciones perjudiciales», este trata acerca de «encontrar esperanza al final de ese período tumultoso». La versión de lujo del disco incluye tres canciones inéditas, dos demos de «Treacherous» y «Red» y una versión remezclada de «State of Grace». Respecto a las canciones contenidas en la versión de lujo, la cantante comentó que «Come Back... Be Here», «Girl At Home» y «The Moment I Knew» eran canciones que quería incluir en Red, y dijo que: «Si me hubieran permitido colocar 19 temas en el disco, habría puesto estas tres canciones que yo deseaba tanto que estuvieran en el álbum».

## Recepción

### Comentarios de la crítica
Red recibió comentarios generalmente positivos por parte de los críticos musicales. Según Metacritic, acumuló 77 puntos sobre 100, basándose en críticas profesionales. Stephen Thomas Erlewine de Allmusic le otorgó cinco estrellas de cinco y comentó que: «Red apenas guiña el ojo al country, y es un mejor álbum por eso. Es, como todos los discos pop deben ser, principalmente reconocible como obra de Taylor Swift sola: su personaje aniñado está en su centro, lo que le permite probar la última moda mientras que siempre suena como ella misma». Asimismo, Allmusic escogió a «State of Grace», «I Knew You Were Trouble», «22», «We Are Never Ever Getting Back Together», «Sad Beautiful Tragic» y «The Lucky One» como los mejores temas de Red. Por otro lado, Ryan Gardner de Absolute Punk dijo que es el álbum más «ambicioso y dinámico» de Swift y comentó que: 

«Cabalgando sobre los talones de tres discos increíblemente exitosos, la señorita Swift sabe que no tiene nada que perder aquí. Como resultado, no se contiene a lo largo de los 16 temas de Red. Su cuarto disco coquetea con la sensibilidad del pop, redefine sus raíces country y ofrece baladas tiernas. Tiene un poco de todo».

Jewly Hight de American Songwriter escribió que: «El álbum Red hace oficial que Swift es la [cantante] pop romántica líder de su generación». Fraser McAlpine de BBC comentó que: «Canción tras canción, Taylor apunta el dedo hacia la niñez irresponsable [...] y lanza sus manos al cielo, preguntando: ¿Por qué no me trataste mejor?, ¿por qué no te diste cuenta de lo que tenías cuando lo tenías?, ¿por qué me sigues llamando?, ¿por qué eres tan idiota?». Andrew Hampp y Jason Lipshutz de la revista Billboard comentaron que: «Red pone a Swift al frente y centro con grandes y fornidos ganchos que trascienden sus raíces country por un disco que alcanza alturas no vistas desde Up! (2002) de Shania Twain». Posteriormente, los críticos profesionales de dicha revista calificaron al disco como el quinto mejor del año. Por otro lado, James Reed de Boston Globe opinó que la cantante con su cuarto álbum «se ha convertido en una mujer joven, y aquella broma ya no es divertida. Ahora ella está escribiendo acerca de angustia desde una perspectiva decididamente adulta». Jon Bernstein de Consequence of Sound dijo que: «En Red, la cantautora de 22 años se prueba muchas máscaras», refiriéndose a los distintos géneros musicales presentes en el disco. Joseph Hudak de Country Weekly dio una crítica mixta del material, donde comentó que Red no es un álbum country, sin embargo, agregó que:

«Red puede no ser un álbum country de buena fe, pero podría muy bien ser una obra maestra pop, más acorde con [el último álbum] de P!nk, The Truth About Love, que incluso [con el] predecesor de Red, Speak Now».

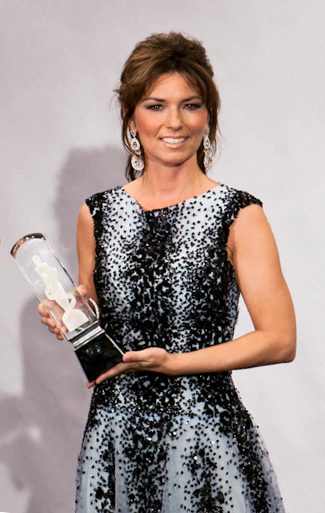
Diversos críticos compararon el estilo de Swift en el álbum con el de Shania Twain, específicamente con el de su disco Up! (2002).

Robert Leedham de Drowned In Sound le otorgó 7 puntos de 10 y resaltó la madurez de la intérprete en el disco, sin embargo, agregó que: «Red permanece firmemente arraigado en la intersección entre la inocencia y experiencia». Melissa Maerz de Entertainment Weekly lo calificó positivamente y destacó a los temas «We Are Never Ever Getting Back Together» y «All Too Well» como los mejores del álbum. Randall Roberts de Los Angeles Times comentó que: «Swift es más frecuentemente la profesora que la estudiante en sus nuevas canciones, y en este [álbum] está ofreciendo lecciones sobre la importancia de la versatilidad musical mientras su rayo láser sigue centrado en el funcionamiento emocional de su corazón». Philip Matusavage de musicOMH elogió al disco y principalmente a la intérprete, comentó que: «No hay muchas estrellas pop como Taylor Swift» y la comparó positivamente con Shania Twain. Arnold Pan de PopMatters escribió que: «En su cuarto álbum Red [...] Swift encuentra algo que [no había] hecho en su carrera, pasarse, al menos musicalmente hablando». Por otro parte, Jon Dolan de la revista Rolling Stone dijo que: «Red es un géiser de 16 canciones de eclecticismo voluntario que está solo tangencialmente relacionado con Nashville» y le otorgó tres estrellas y media de cinco. Por otro lado, la misma revista lo calificó como el trigésimo primer mejor disco del 2012. Jonathan Keefe de Slant Magazine escribió:

«Considerando que su material casi siempre ha sido mejor cuando pierde el significante mal ajustado country y se enfoca en su inusual talento para escribir ganchos pop [...] Red juega como en un curso de estudio en el pop contemporáneo, [así] Swift y su pequeño ejército de colaboradores tratan de encontrar un estilo que se adapte mejor a ella».

Michael Robbins de Spin dijo que la música contenida en el disco «está llena de placeres adultos, incluso si la imagen más explicita que Swift ofrece es de un ex-novio oliendo su pañuelo porque huele como ella». El sitio web Sputnik Music dio una crítica negativa, en la que comentó: «Speak Now hizo un excelente trabajo de progresar su sonido lo suficiente - haciéndola a ella aún más accesible sin abandonar las raíces country que inicialmente impulsaron su éxito. Pero un cuarto álbum de exactamente el mismo country pop podría haber dejado su carrera estancada [...] Por lo tanto, el dilema que enfrenta Swift en Red es que debe romper lazos con una fórmula que no le ha fallado, pero lo hará si continúa utilizándola». James Lachno de Telegraph también comparó a Swift con Shania Twain y comentó que: «Red es un álbum de transición, que hace alusión a un sonido más maduro». Michael Gallucci de The A.V. Club le dio una calificación positiva y escribió: «Red es el siguiente paso para poner esos incómodos años adolescentes detrás de ella». Alex Macpherson de The Guardian lo calificó con cuatro estrellas de cinco y al igual que otros críticos, elogió el cambio de la artista en comparación a sus anteriores álbumes. A mediados del 2013, los lectores de la revista Billboard eligieron a Red como el mejor álbum del año, ante otros como Believe Acoustic (2013) de Justin Bieber y What About Now (2013) de Bon Jovi.

### Recibimiento comercial

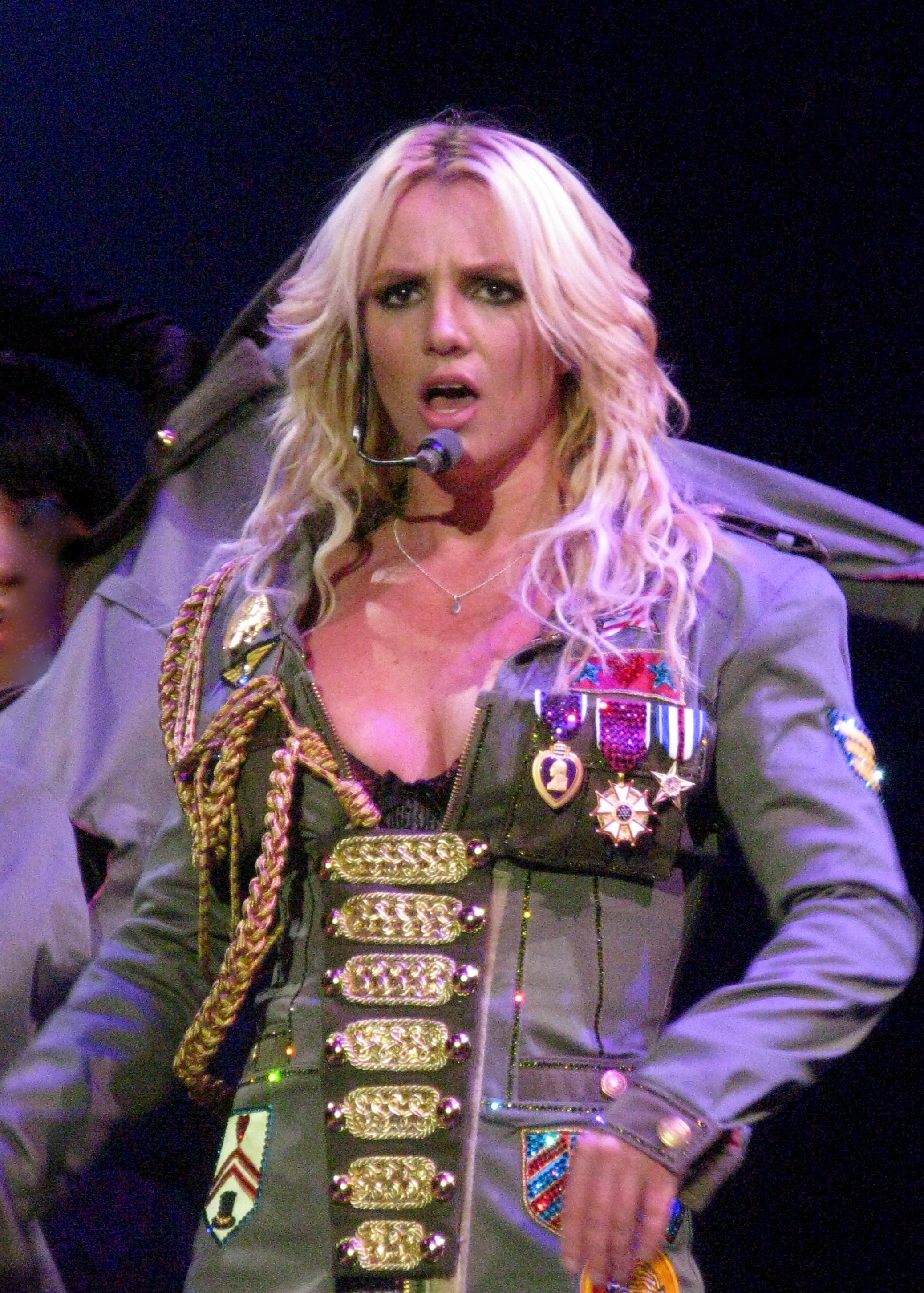
Las ventas debut de Red en los Estados Unidos lo convirtieron para entonces en el segundo álbum de una artista femenina mejor vendido en su primera semana de lanzamiento, solo detrás de Oops!... I Did It Again (2000) de Britney Spears.

Red contó con una buena recepción comercial alrededor del mundo, especialmente en los Estados Unidos, donde vendió 1 208 000 copias en su semana de lanzamiento, por lo que debutó en el primer puesto de la lista Billboard 200. Con estas ventas, para entonces, Red se convirtió en el segundo álbum de una artista femenina con más ventas en su semana debut, luego de Oops!... I Did It Again (2000) de Britney Spears, que vendió 1 319 000 ejemplares en su primera semana. Asimismo, el anterior disco de Swift, Speak Now (2010) vendió 1 047 000 copias en su semana de lanzamiento, dichas ventas debut, sumadas con las de Red, convirtieron a Swift en la primera artista femenina que logra que dos de sus álbumes vendan más de un millón de ejemplares en su primera semana. De igual forma, Red se convirtió en el álbum country más vendido en una semana en toda la historia, por lo que superó el récord anteriormente establecido por Double Live (1998) de Garth Brooks, que vendió poco más de un millón de copias en su semana debut. Para su segunda semana en la lista, el álbum había vendido 1 553 000 ejemplares en el territorio, lo que convierte a Red en el segundo disco más vendido del 2012 en los Estados Unidos, solo detrás de 21 (2011) de Adele que vendió 4 132 000 copias, y superando así a Up All Night (2012) de One Direction, que vendió 1 331 000 ejemplares durante el año. En su tercera semana en la lista, Red alcanzó la cifra de 1 750 000 copias vendidas. Luego de permanecer tres semanas consecutivas en el número uno, descendió hasta el segundo puesto de la lista, sin embargo, semanas más tarde recuperó su máxima posición. Finalmente, para enero de 2013, había vendido aproximadamente más de 4 millones de ejemplares solo en los Estados Unidos. Al permanecer más de siete semanas en el número uno del conteo Billboard 200, y sumando la cantidad de semanas que Fearless (2008) y Speak Now (2010) se mantuvieron en la primera posición, Swift se convirtió en la segunda artista femenina que logra permanecer veinticuatro semanas en la cima de la lista, empatada con Adele, que se mantuvo el mismo lapso de tiempo con su álbum 21 (2011). Debido a su buena recepción comercial en el país, la RIAA le otorgó cuatro discos de platino.
Mundialmente, Red también tuvo buen recibimiento comercial. En su semana debut vendió 565 545 copias digitales alrededor de todo el mundo, lo que lo convirtió en el álbum con mayores ventas debut en iTunes. Asimismo, alcanzó el primer puesto en cuarenta y dos listas de ventas de iTunes. En Australia también debutó en el número uno y se mantuvo en esa posición durante tres semanas consecutivas. Debido a sus ventas, la ARIA le otorgó tres discos de platino. En Irlanda debutó en el primer puesto de la lista Irish Albums Chart, hecho que lo convirtió en el primer álbum de la artista que logra dicha posición en el territorio. Debido a sus ventas en el país, la IRMA le otorgó un disco de platino. En la semana del 11 de noviembre de 2012, el disco debutó en el número uno de la lista UK Albums Chart, perteneciente al Reino Unido, donde también se convirtió en el primer material discográfico de la intérprete que logra dicha hazaña. En este país recibió un disco de platino por parte de la BPI, que certifica 300 000 ejemplares vendidos en el territorio. Para julio de 2013, era el vigésimo álbum más vendido del año en el Reino Unido. Red también debutó en el número uno en Nueva Zelanda y Canadá, en el primero de estos obtuvo el certificado de doble disco de platino por parte de la RIANZ por vender más de 30 000 copias, mientras que la CRIA le otorgó cuatro discos de platino por vender más de 320 000 ejemplares en Canadá. También alcanzó la posición número dos en la región flamenca de Bélgica y Noruega, número tres en Austria, Dinamarca, Italia y Japón, número cuatro en España y México, cinco en Alemania, siete en los Países Bajos, ocho en Portugal y Suecia y nueve en Suiza. Según el reporte de ventas publicado por la IFPI, el álbum vendió aproximadamente 5 200 000 millones de copias mundialmente durante el 2012, lo que lo hace el segundo más vendido del año, solo detrás de 21 de Adele, que vendió más de ocho millones en el año. Por otro lado, de acuerdo con el mismo reporte, Red fue el lanzamiento de 2012 más vendido durante dicho año, considerando que 21 se lanzó en enero de 2011.

### Reconocimientos
Red recibió múltiples premios y nominaciones luego de su lanzamiento. En 2013, obtuvo nominaciones en los Independent Music Awards y Academy Of Country Music Awards en las categorías de álbum internacional del año y álbum del año, respectivamente, pero no resultó ganador en ninguno de estos. En los premios canadienses Juno Awards recibió la nominación a álbum internacional del año, pero perdió contra Babel de Mumford & Sons. En los Billboard Music Awards de ese mismo año, Swift obtuvo ocho premios, de los cuales dos se le otorgaron por Red, en las categorías de mejor álbum Billboard 200 y mejor álbum de country. También recibió los premios a artista del año, mejor artista de Billboard 200, mejor artista femenina, mejor artista country, mejor artista de Digital Songs y mejor canción de country, por «We Are Never Ever Getting Back Together». Ganó el premio a álbum favorito de country en los American Music Awards, pero perdió en la categoría de álbum favorito de pop/rock contra Take Me Home de One Direction. Red recibió dos nominaciones a los premios Grammy de 2014, en las categorías de álbum del año y mejor álbum country. Sin embargo, perdió contra Random Access Memories de Daft Punk y Same Trailer Different Park de Kacey Musgraves, respectivamente. Anteriormente, la intérprete ya había ganado estas dos categorías por Fearless (2008). En la misma premiación recibió dos nominaciones más, por «Begin Again» en mejor canción country y «Highway Don't Care» —junto a Tim McGraw y Keith Urban— en mejor colaboración vocal country. En la entrega anterior de estos mismos premios, el sencillo líder de Red estuvo nominado a grabación del año, pero perdió contra «Somebody That I Used to Know», de Gotye con Kimbra.

## Promoción

### Sencillos

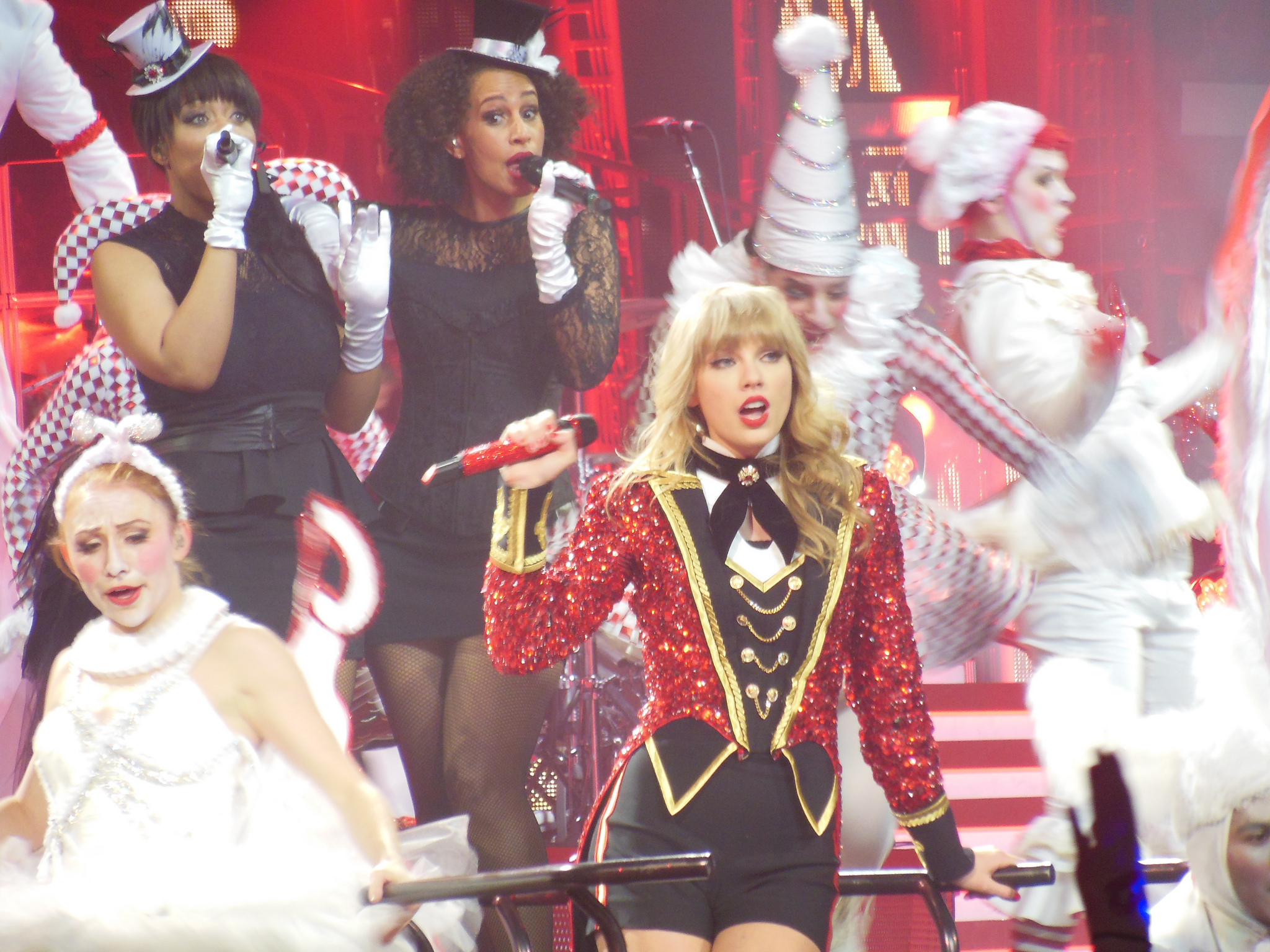
Swift interpretando «We Are Never Ever Getting Back Together» en el Red Tour.

El 13 de agosto de 2012, Swift realizó un videochat donde dio un adelanto del primer sencillo del álbum, «We Are Never Ever Getting Back Together». Finalmente, este se publicó oficialmente en los Estados Unidos el mismo día. La canción recibió comentarios mixtos por parte de los críticos musicales. Robert Myers de The Village Voice comentó que el tema no muestra a Swift en su mejor momento y agregó que: «Dudo que [la canción] esté cerca de ser la mejor en Red, es un adelanto, una indicación para sus seguidores de lo que está por venir. Eso suena cómo el peor tipo de cálculo comercial, pero yo no creo que lo sea. La relación de Swift con sus admiradores es posiblemente más importante que su relación con sus novios». Por otro lado, tuvo buen recibimiento comercial alrededor del mundo. En los Estados Unidos alcanzó la posición número uno en la lista Billboard Hot 100, lo que lo convierte en el primer sencillo de la intérprete que logra esa posición. Asimismo, alcanzó el primer puesto en las listas de Canadá y Nueva Zelanda y se ubicó entre las diez primeras posiciones en las listas de Australia, Irlanda y Noruega. «We Are Never Ever Getting Back Together» recibió una nominación a los premios Grammy 2013 en la categoría de grabación del año, pero perdió ante «Somebody That I Used to Know» de Gotye con Kimbra.

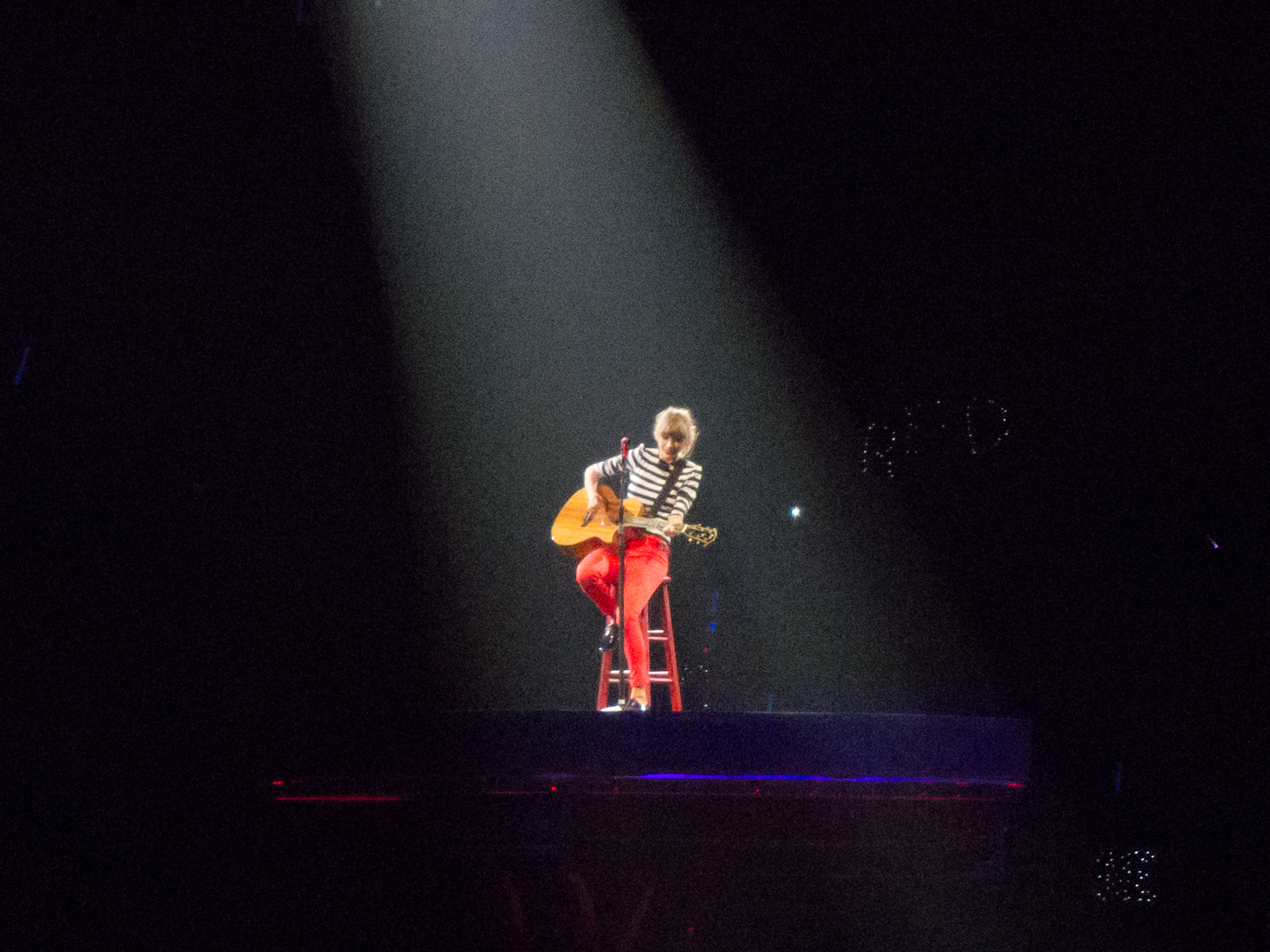
Swift cantando «Begin Again» durante el Red Tour.

«Begin Again», el segundo sencillo del disco, se estrenó en el programa Good Morning America el 24 de septiembre de 2012, y estuvo disponible en la tienda digital iTunes al día siguiente. La canción recibió comentarios positivos por parte de los críticos, quienes señalaron que es la pista más country del álbum. El sencillo también contó con buena recepción comercial. En los Estados Unidos vendió 299 000 copias en su primera semana, por lo que debutó en el número uno de la lista Digital Songs y en el número siete del conteo Billboard Hot 100. De igual forma, alcanzó las posiciones número cuatro, once y veinte en Canadá, Nueva Zelanda y Australia, respectivamente. El tercer sencillo del disco, «I Knew You Were Trouble», se lanzó el 10 de diciembre de 2012 en el Reino Unido y el 13 del mismo mes en los Estados Unidos. Antes de que se lanzara como sencillo oficial, la canción debutó en el número tres de la lista Billboard Hot 100 y vendió 416 000 copias en una semana, lo que la convierte en la primera artista que logra que dos de sus canciones vendan más de 400 000 copias en ese lapso de tiempo. Debido a sus ventas digitales, semanas después alcanzó el número dos en la misma lista, así como el mismo número en los conteos Canadian Hot 100 y UK Singles Chart y obtuvo la posición número tres en Nueva Zelanda y Australia, así como también se ubicó entre los diez primeros puestos de las listas de la región Flandes de Bélgica, Dinamarca e Irlanda.
Big Machine Records lanzó «22» como el cuarto sencillo oficial del disco el 5 de marzo de 2013 en los Estados Unidos y el 31 del mismo mes en el Reino Unido. Antes de que la publicaran como sencillo, debutó en la posición número cuarenta y cuatro del Billboard Hot 100 la misma semana que el disco ingresó al Billboard 200. Posteriormente, ingresó a las listas de Australia, Irlanda, Nueva Zelanda y el Reino Unido. La discográfica escogió «Red» como el tercer sencillo country oficial del álbum, a pesar de que anteriormente había sido escogido como promocional. En el Reino Unido, «Everything Has Changed» se lanzó como el quinto sencillo el 24 de junio. Al igual que «22», «Everything Has Changed» logró ingresar a algunas listas de países como los Estados Unidos, el Reino Unido e Irlanda antes de ser publicada como sencillo, y posterior a su lanzamiento mejoró sus posiciones y entró a nuevas listas de países como Australia. Swift lanzó «The Last Time» como sencillo en el Reino Unido el 4 de diciembre de 2013. «State of Grace», un sencillo promocional del disco, debutó en el programa matutino Good Morning America, cuando Swift interpretó el tema. Este recibió críticas positivas, que señalan que tiene el ámbito del pop pero se mantiene en el ritmo country. Su recepción comercial fue menor en comparación a los sencillos oficiales; alcanzó el número trece del conteo Billboard Hot 100, obtuvo el número nueve en Canadá y se ubicó en el top 40 en Nueva Zelanda y el Reino Unido.

### Gira

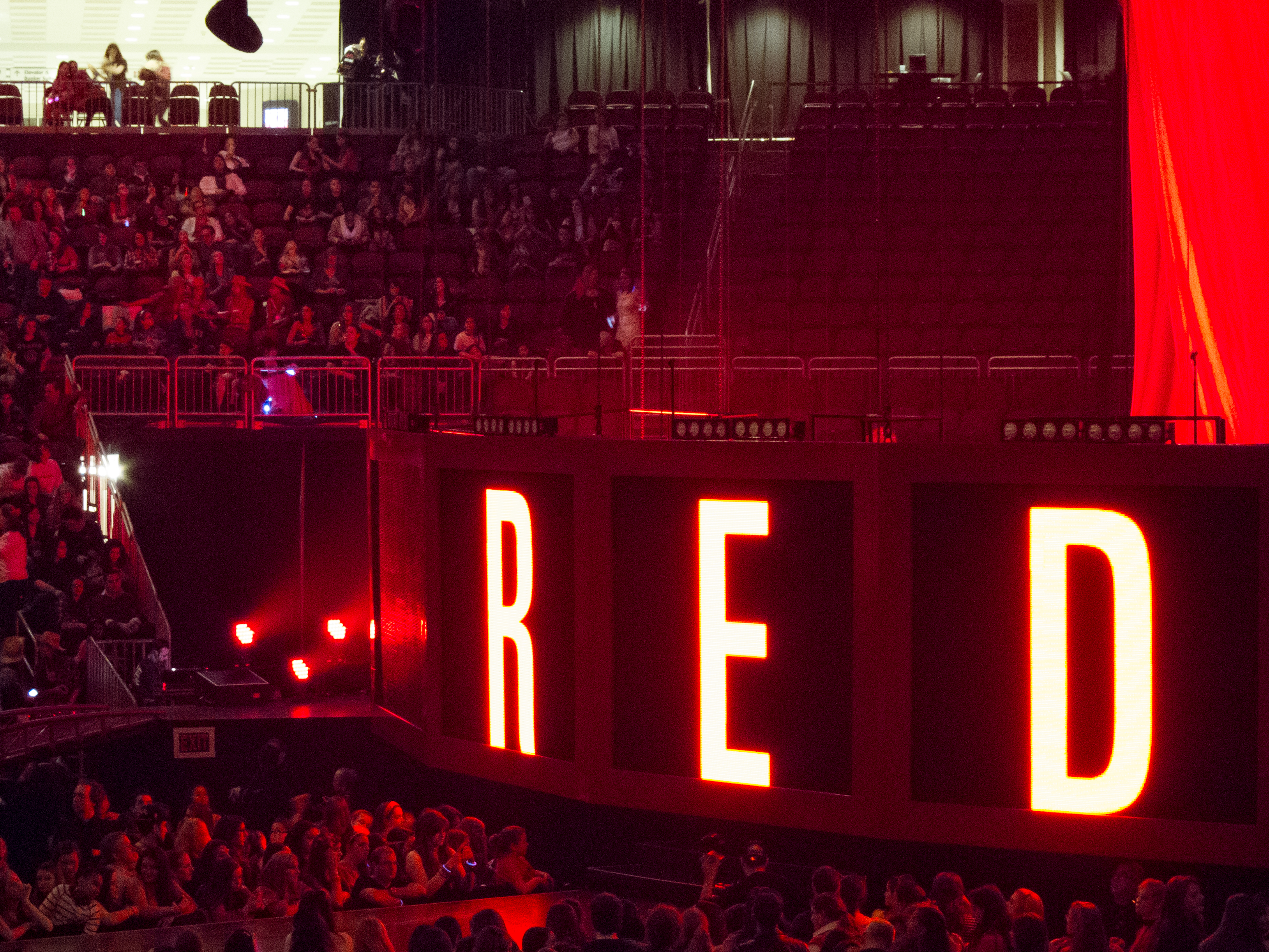
Escenario del Red Tour.

El 25 de octubre de 2012, Swift publicó en su página oficial las fechas de las presentaciones de su gira mundial Red Tour, con la finalidad promocionar el álbum. La intérprete anunció la gira públicamente durante el programa All Access Nashville with Katie Couric, al día siguiente. La gira inició el 13 de marzo de 2013 en Omaha, Nebraska y finalizó el 12 de junio del año siguiente en Ciudad de Singapur, Singapur. Contó con ochenta y cinco presentaciones en cuatro continentes distintos, y tuvo como invitado especial al cantante británico Ed Sheeran. Las entradas para el tour se empezaron a vender el 16 de noviembre de 2012, y ese mismo día se agotaron catorce fechas en menos de veinticinco minutos para estadios y arenas en diversas zonas de los Estados Unidos. Debido a la alta demanda de la gira, se agregaron cuatro presentaciones más en Toronto, Foxborough y Los Ángeles para las fechas del 14 de junio, 26 de julio y 23 y 24 de agosto, respectivamente. En una entrevista con la revista Billboard, le preguntaron a Swift sobre sus expectativas para la gira, a lo que respondió:

«Sé que va a ser teatral, pero diferente al Speak Now Tour. Este se sintió como si hiciéramos una obra todas las noches. [En cuanto al material] me gusta cuando voy a un concierto y los artistas respetan cuáles son las canciones favoritas de las personas. Voy a tocar "Love Story" por el resto de mi carrera porque a los admiradores realmente les gusta. Si alguna vez me canso de ella, voy a continuar tocándola en mis shows. Como un artista, tienes que recordar tus experiencias como un admirador. Y como un admirador tú oíste la canción en tu habitación, la reprodujiste una y otra vez, sabes dónde está la parte del violín,  sabes dónde está la parte del banjo y te gusta la forma en la que se canta en la canción. No me veo a mí misma alterando el sonido de mis anteriores trabajos en vivo porque la gente quiere escucharlos de la forma en que la oyeron en el disco. No necesito hacer una versión jazz de "Tim McGraw". Dicho esto, hemos hecho algunos divertidos mash up. A veces es divertido entrelazar la canción de alguien más en tu canción como una sorpresa. Siempre estoy equilibrando — Cuánto nuevo material quiere oír la gente, cuánto material viejo — y al final del día estoy tratando de montar un espectáculo que represente exactamente donde estoy ahora».

Posteriormente, dijo que la gira sería «más madura» en cuanto a los efectos visuales, en comparación con sus predecesores, y añadió que: «Creo que en mis anteriores álbumes y en mis giras previas me había gustado trabajar en el elemento de fantasía y creo que esta gira va a incorporar un poco más de realidad en lo visual, lo cual es bueno». El Red Tour recibió una nominación a los Teen Choice Awards de 2013 en la categoría de mejor tour de verano, pero perdió contra el Take Me Home Tour de One Direction. En una encuesta realizada a mitad del año 2013, los lectores de la revista Billboard escogieron al Red Tour como la mejor gira del año, ante otras como el Diamonds World Tour de Rihanna y el Because We Can Tour de Bon Jovi. Con el Red Tour, Swift tuvo once conciertos totalmente llenos en el Staples Center, en Los Ángeles, por lo que rompió el récord de más entradas vendidas por un artista solista en dicha arena. Este récord antes era poseído por Britney Spears, que tuvo ocho conciertos totalmente llenos en el Staples Center. Red Tour fue la gira más lucrativa del 2013 en Norteamérica y la octava en todo el mundo, al recaudar $112.7 millones, lo que también la convirtió en la gira de un artista country más recaudadora de la historia.

### Interpretaciones en directo
Swift interpretó «We Are Never Ever Getting Back Together» en vivo por primera vez el 6 de septiembre de 2012, en los premios MTV Video Music Awards, esta también fue la primera presentación en directo de alguna canción de Red. Durante una presentación en vivo frente a sus admiradores, Swift interpretó las versiones acústicas de «We Are Never Ever Getting Back Together», «Treacherous» y «22». El 22 de septiembre del mismo año, apareció en el iHeart Radio Music Festival para interpretar «We Are Never Ever Getting Back Together» junto a otros temas de sus álbumes Fearless (2008) y Speak Now (2010) como «You Belong with Me», «Love Story», «Sparks Fly» y «Mean». Luego, el 14 de octubre, interpretó el primero de estos en la versión británica del programa The X Factor. El 1 de noviembre del mismo año, interpretó «Begin Again» en los Country Music Awards, mientras usaba un vestido de color rojo. Al final de su presentación, la cantante recibió una ovación de pie por parte del público. El 11 de noviembre, interpretó «We Are Never Ever Getting Back Together» en los premios MTV Europe Music Awards, celebrados en Frankfurt, Alemania, donde obtuvo tres galardones. Luego, el 18 de noviembre, asistió a los premios American Music Awards, donde interpretó «I Knew You Were Trouble» y recibió el galardón a mejor artista femenina de country. Posteriormente, el 27 de noviembre, la cantante asistió a una entrevista en el programa estadounidense Today, allí, interpretó «We Are Never Ever Getting Back Together», «I Knew You Were Trouble» y «Red». Al día siguiente, la cantante se presentó en el programa australiano Fifi and Jules, donde interpretó una versión acústica de «I Knew You Were Trouble». El 29 de noviembre, se presentó en los premios ARIA Music Awards celebrados en Sídney, Australia, para interpretar también «I Knew You Were Trouble». El 30 de noviembre, apareció en el programa The Ellen DeGeneres Show para interpretar «Begin Again». El 1 de diciembre, Swift asistió al concierto anual Jingle Ball, celebrado en Los Ángeles e interpretó «I Knew You Were Trouble».
El 15 de diciembre, la cantante interpretó «We Are Never Ever Getting Back Together» en el programa alemán Schlag den Raab. El 31 de diciembre de 2012, Swift interpretó «I Knew You Were Trouble» y «We Are Never Ever Getting Back Together» en el evento de fin de año New Year's Rockin' Eve, celebrado en Nueva York. El 21 de enero de 2013, interpretó «We Are Never Ever Getting Back Together» en el programa japonés SMAP×SMAP. El 24 de enero del mismo año, la intérprete recibió el galardón a mejor artista internacional en los premios 40 Principales, celebrados en España. Allí, cantó «Love Story», el primer sencillo de su segundo álbum de estudio, Fearless, junto a «We Are Never Ever Getting Back Together». Dos días más tarde, Swift cantó «We Are Never Ever Getting Back Together» en los premios franceses NRJ Music Awards. Luego de esta premiación, Swift dio un concierto privado en Francia, donde interpretó temas de Fearless como «Love Story» y «You Belong with Me», así como «22», «I Knew You Were Trouble» y «We Are Never Ever Getting Back Together». Posteriormente, interpretó «We Are Never Ever Getting Back Together» en la entrega de premios Grammy de 2013, al inicio de la ceremonia. El 20 de febrero de 2013 interpretó «I Knew You Were Trouble» en la entrega de premios Brit Awards, celebrados en O2 Arena, Londres. Durante su presentación, la artista usó un vestido geométrico blanco, mientras que los bailarines utilizaban trajes renacentistas. También durante la interpretación, incluyeron efectos de fuego y nieve. A mitad de la presentación, Swift se colocó un traje corto de color negro. El 22 de febrero del mismo año, asistió al programa The Graham Norton Show para una entrevista, allí, cantó «I Knew You Were Trouble». En los premios Grammy de 2014, celebrados el 26 de enero, presentó «All Too Well» mientras tocaba el piano.

## Otras canciones
A pesar de no ser lanzadas como sencillos, todas las canciones inéditas de Red, tanto de la versión estándar como de la versión de lujo, ingresaron a la lista Canadian Hot 100. Asimismo, «All Too Well», «Everything Has Changed», «I Almost Do», «Stay Stay Stay» y «The Moment I Knew» figuraron en el conteo Billboard Hot 100. «22», «Everything Has Changed» y «The Last Time» ingresaron a diversas listas antes de que Big Machine Records las lanzaran como sencillos. «The Moment I Knew» se convirtió en el quincuagésimo séptimo tema de Swift que logra ingresar a dicha lista, lo que la convirtió en la segunda artista femenina con más canciones en el conteo, solo detrás de Aretha Franklin y seguida de Madonna y Dionne Warwick. De igual forma, «Holy Ground», «Sad Beautiful Tragic», «Starlight», «The Last Time», «The Lucky One» y «Treacherous» no lograron ingresar al Billboard Hot 100, sin embargo, se ubicaron en el conteo Bubbling Under Hot 100, que registra los temas que se ubicaron por debajo del número 100 de la primera lista. Las canciones «All Too Well», «Holy Ground», «I Almost Do», «Sad Beautiful Tragic», «Starlight», «Stay Stay Stay», «The Lucky One», «Treacherous» y «The Moment I Knew» se posicionaron en la lista Country Songs de los Estados Unidos. Por otro lado, el dueto con Ed Sheeran alcanzó la posición número cincuenta en el Reino Unido y el número cuarenta y ocho en Irlanda antes de lanzarse como sencillo. A continuación, una lista de las posiciones que tuvieron en algunos conteos:
| Canción                                   | Posiciones | Posiciones  | Posiciones | Posiciones | Posiciones |
| Canción                                   | EUA        | EUA Country | CAN        | IRL        | RU         |
| ----------------------------------------- | ---------- | ----------- | ---------- | ---------- | ---------- |
| «22»                                      | 44         | —           | 29         | —          | —          |
| «All Too Well»                            | 80         | 17          | 59         | —          | —          |
| «Come Back...Be Here»                     | —          | —           | 64         | —          | —          |
| «Everything Has Changed» (con Ed Sheeran) | 67         | —           | 28         | 48         | 50         |
| «Girl At Home»                            | —          | —           | 75         | —          | —          |
| «Holy Ground»                             | 112        | 32          | 89         | —          | —          |
| «I Almost Do»                             | 65         | 13          | 50         | —          | —          |
| «Sad Beautiful Tragic»                    | 118        | 37          | 92         | —          | —          |
| «Starlight»                               | 105        | 28          | 80         | —          | —          |
| «Stay Stay Stay»                          | 91         | 24          | 70         | —          | —          |
| «The Last Time» (con Gary Lightbody)      | —          | —           | 73         | —          | —          |
| «The Lucky One»                           | 113        | 33          | 88         | —          | —          |
| «The Moment I Knew»                       | 64         | 16          | 58         | —          | —          |
| «Treacherous»                             | 102        | 26          | 65         | —          | —          |

## Lista de canciones
- Edición estándar

| Red   |                                           |                                             |                           |          |  |
| N.º   | Título                                    | Escritor(es)                                | Productor(es)             | Duración |  |
| 1.    | «State of Grace»                          | Taylor Swift                                | Swift, Nathan Chapman     | 4:55     |  |
| 2.    | «Red»                                     | Taylor Swift                                | Swift, Dann Huff, Chapman | 3:43     |  |
| 3.    | «Treacherous»                             | Taylor Swift y Dan Wilson                   | Wilson                    | 4:02     |  |
| 4.    | «I Knew You Were Trouble»                 | Taylor Swift, Max Martin y Shellback        | Martin, Shellback         | 3:39     |  |
| 5.    | «All Too Well»                            | Taylor Swift y Liz Rose                     | Swift, Chapman            | 5:29     |  |
| 6.    | «22»                                      | Taylor Swift, Max Martin y Shellback        | Martin, Shellback         | 3:52     |  |
| 7.    | «I Almost Do»                             | Taylor Swift                                | Swift, Chapman            | 4:04     |  |
| 8.    | «We Are Never Ever Getting Back Together» | Taylor Swift, Max Martin y Shellback        | Martin, Shellback         | 3:13     |  |
| 9.    | «Stay Stay Stay»                          | Taylor Swift                                | Swift, Chapman            | 3:25     |  |
| 10.   | «The Last Time» (con Gary Lightbody)      | Taylor Swift, Jacknife Lee y Gary Lightbody | Lee                       | 4:59     |  |
| 11.   | «Holy Ground»                             | Taylor Swift                                | Jeff Bhasker              | 3:22     |  |
| 12.   | «Sad Beautiful Tragic»                    | Taylor Swift                                | Swift, Chapman            | 4:44     |  |
| 13.   | «The Lucky One»                           | Taylor Swift                                | Bhasker                   | 4:00     |  |
| 14.   | «Everything Has Changed» (con Ed Sheeran) | Taylor Swift y Ed Sheeran                   | Butch Walker              | 4:05     |  |
| 15.   | «Starlight»                               | Taylor Swift                                | Swift, Huff, Chapman      | 3:40     |  |
| 16.   | «Begin Again»                             | Taylor Swift                                | Swift, Huff, Chapman      | 3:59     |  |
| 65:18 |                                           |                                             |                           |          |  |

- Edición de lujo

| Red — CD 2 |                                     |                           |                |          |  |
| N.º        | Título                              | Escritor(es)              | Productor(es)  | Duración |  |
| 17.        | «The Moment I Knew»                 | Taylor Swift              | Swift, Chapman | 4:46     |  |
| 18.        | «Come Back... Be Here»              | Taylor Swift y Dan Wilson | Wilson         | 3:43     |  |
| 19.        | «Girl At Home»                      | Taylor Swift              | Swift, Chapman | 3:40     |  |
| 20.        | «Treacherous» (demo)                | Taylor Swift y Dan Wilson | Wilson         | 4:00     |  |
| 21.        | «Red» (demo)                        | Taylor Swift              | Swift, Chapman | 3:47     |  |
| 22.        | «State of Grace» (versión acústica) | Taylor Swift              | Swift, Chapman | 5:23     |  |
| 90:50      |                                     |                           |                |          |  |

## Posicionamiento en listas

### Semanales
| País              | Lista                               | Mejor posición |      |
| 2012              | 2012                                | 2012           | 2012 |
| ----------------- | ----------------------------------- | -------------- | ---- |
| Alemania          | German Albums Chart                 | 5              |      |
| Australia         | Australian Albums Chart             | 1              |      |
| Austria           | Austrian Albums Chart               | 3              |      |
| Bélgica (Flandes) | Ultratop 50                         | 2              |      |
| Bélgica (Valona)  | Ultratop 40                         | 25             |      |
| Canadá            | Canadian Albums                     | 1              |      |
| Croacia           | Croatian International Albums Chart | 7              |      |
| Dinamarca         | Danish Albums Chart                 | 3              |      |
| Escocia           | Scottish Albums Chart               | 1              |      |
| España            | Spanish Albums Chart                | 4              |      |
| Estados Unidos    | Billboard 200                       | 1              |      |
| Estados Unidos    | Digital Albums                      | 1              |      |
| Estados Unidos    | Country Albums                      | 1              |      |
| Finlandia         | Finnish Albums Chart                | 49             |      |
| Francia           | French Albums Chart                 | 30             |      |
| Irlanda           | Irish Albums Chart                  | 1              |      |
| Italia            | Italian Albums Chart                | 3              |      |
| Japón             | Japanese Albums Chart               | 3              |      |
| México            | Mexican Albums Chart                | 4              |      |
| Noruega           | Norwegian Albums Chart              | 2              |      |
| Nueva Zelanda     | New Zealand Albums Chart            | 1              |      |
| Países Bajos      | Dutch Albums Top 100                | 7              |      |
| Portugal          | Portuguese Albums Chart             | 8              |      |
| Reino Unido       | UK Albums Chart                     | 1              |      |
| República Checa   | Czech Albums Chart                  | 33             |      |
| Suecia            | Swedish Albums Chart                | 8              |      |
| Suiza             | Swiss Albums Chart                  | 9              |      |
| Taiwán            | Taiwanese Albums Chart              | 1              |      |

#### Sucesión en listas
| Predecesor: The Truth About Love de Pink                                                        | Australian Albums Chart — Álbum número uno 4 de noviembre de 2012 — 18 de noviembre de 2012                                            | Sucesor: Take Me Home de One Direction                                                                                    |
| Predecesor: Night Train de Jason Aldean                                                         | Canadian Albums — Álbum número uno 10 de noviembre de 2012 — 24 de noviembre de 2012                                                   | Sucesor: Sans Attendre de Céline Dion                                                                                     |
| Predecesores: Night Train de Jason Aldean Girl On Fire de Alicia Keys                           | Billboard 200 — Álbum número uno 10 de noviembre de 2012 — 1 de diciembre de 2012 22 de diciembre de 2012 — 19 de enero de 2013        | Sucesores: Take Me Home de One Direction Les Misérables: Highlights from the Motion Picture Soundtrack de Varios artistas |
| Predecesores: Night Train de Jason Aldean 12-12-12 The Concert For Sandy de Varios artistas     | Digital Albums — Álbum número uno 10 de noviembre de 2012 — 1 de diciembre de 2012 12 de enero de 2013 — 19 de enero de 2013           | Sucesores: Take Me Home de One Direction Babel de Mumford & Sons                                                          |
| Predecesores: Night Train de Jason Aldean Two Lanes Of Freedom de Tim McGraw                    | Country Albums — Álbum número uno 10 de noviembre de 2012 — 9 de febrero de 2013 2 de marzo de 2013 — 23 de marzo de 2013              | Sucesor: Set You Free de Gary Allan Spring Break... Here To Party de Luke Bryan                                           |
| Predecesor: Babel de Mumford & Sons                                                             | Irish Albums Chart — Álbum número uno 25 de octubre de 2012 — 8 de noviembre de 2012                                                   | Sucesor: Take The Crown de Robbie Williams                                                                                |
| Predecesor: The Truth About Love de Pink                                                        | New Zealand Albums Chart — Álbum número uno 29 de octubre de 2012 — 19 de noviembre de 2012                                            | Sucesor: Take Me Home de One Direction                                                                                    |
| Predecesor: Jake Bugg de Jake Bugg                                                              | UK Albums Chart — Álbum número uno 3 de noviembre de 2012 — 10 de noviembre de 2012                                                    | Sucesor: 18 Months de Calvin Harris                                                                                       |
| Predecesor: Jake Bugg de Jake Bugg                                                              | Scottish Albums Chart — Álbum número uno 3 de noviembre de 2012 — 10 de noviembre de 2012                                              | Sucesor: 18 Months de Calvin Harris                                                                                       |
| Predecesores: Power Hits 2012 - Summer Smashes de Varios artistas Take Me Home de One Direction | Taiwanese Albums Chart — Álbum número uno 26 de octubre de 2012 — 9 de noviembre de 2012 23 de noviembre de 2012 — 11 de enero de 2013 | Sucesores: Take Me Home de One Direction My Song de Wanting                                                               |

### Anuales
| Alemania       | Offizielle Top 100       | 145 |
| Australia      | Australian Albums Chart  | 7   |
| Canadá         | Canadian Albums          | 2   |
| Dinamarca      | Danish Albums Chart      | 84  |
| Estados Unidos | Billboard 200            | 4   |
| Estados Unidos | Digital Albums           | 4   |
| Estados Unidos | Country Albums           | 1   |
| Japón          | Japanese Albums Chart    | 64  |
| México         | Mexican Albums Chart     | 56  |
| Nueva Zelanda  | New Zealand Albums Chart | 6   |
| Reino Unido    | UK Singles Chart         | 42  |

| Alemania          | Offizielle Top 100       | 183 |
| Australia         | Australian Albums Chart  | 24  |
| Bélgica (Flandes) | Ultratop 50              | 140 |
| Canadá            | Canadian Albums          | 8   |
| Estados Unidos    | Billboard 200            | 2   |
| Estados Unidos    | Digital Albums           | 15  |
| Estados Unidos    | Country Albums           | 1   |
| Francia           | Top 200 Albums           | 194 |
| Japón             | Japanese Albums Chart    | 38  |
| Nueva Zelanda     | New Zealand Albums Chart | 15  |
| Reino Unido       | UK Albums Chart          | 27  |

| \| Australia \| ARIA Albums Chart[189] \| 96 \| |                   |          |
| País                                            | Lista             | Posición |
| 2014                                            |                   |          |
| Australia                                       | ARIA Albums Chart | 96       |

#### Sucesión en listas anuales
| Predecesor: Speak Now de Taylor Swift Red de Taylor Swift | Country Albums — Álbum número uno 2012 2013 | Sucesor: Red de Taylor Swift Red de Taylor Swift |

## Certificaciones
| País           | Organismo certificador | Certificación | Ventas certificadas | Simbolización | Ref.    |
| -------------- | ---------------------- | ------------- | ------------------- | ------------- | ------- |
| Australia      | ARIA                   | 4× Platino    | 280 000             | 4▲            | [ 75 ]  |
| Bélgica        | BEA                    | 2x Platino    | 40 000              | 2▲            | [ 190 ] |
| Brasil         | ABPD                   | Oro           | 20 000              | ●             | [ 191 ] |
| Canadá         | Music Canada           | 4× Platino    | 320 000             | 4▲            | [ 83 ]  |
| Colombia       | ASINCOL                | Oro           | 5 000               | ●             | [ 192 ] |
| Estados Unidos | RIAA                   | 7× Platino    | 7 000               | 7▲            | [ 72 ]  |
| Irlanda        | IRMA                   | Platino       | 15 000              | ▲             | [ 77 ]  |
| Japón          | RIAJ                   | Platino       | 250 000             | ▲             | [ 193 ] |
| México         | AMPROFON               | Oro           | 30 000              | ●             | [ 194 ] |
| Nueva Zelanda  | RIANZ                  | 2× Platino    | 30 000              | 2▲            | [ 82 ]  |
| Polonia        | ZPAV                   | Oro           | 10 000              | ●             | [ 195 ] |
| Reino Unido    | BPI                    | Platino       | 300 000             | ▲             | [ 79 ]  |
| Suecia         | IFPI — Suecia          | Oro           | 20 000              | ●             | [ 196 ] |
| Venezuela      | AVINPRO                | Oro           | 5 000               | ●             | [ 197 ] |

## Premios y nominaciones
El álbum Red fue nominado en distintas ceremonias de premiación. A continuación, una lista de las candidaturas que obtuvo:
| Año  | Ceremonia de premiación         | Premio                      | Resultado | Ref.    |
| ---- | ------------------------------- | --------------------------- | --------- | ------- |
| 2013 | Independent Music Awards        | Álbum internacional del año | Nominado  | [ 97 ]  |
| 2013 | Academy of Country Music Awards | Álbum del año               | Nominado  | [ 98 ]  |
| 2013 | Juno Awards                     | Álbum internacional del año | Nominado  | [ 99 ]  |
| 2013 | Billboard Music Awards          | Mejor álbum Billboard 200   | Ganador   | [ 20 ]  |
| 2013 | Billboard Music Awards          | Mejor álbum country         | Ganador   | [ 20 ]  |
| 2013 | American Music Awards           | Álbum favorito de pop/rock  | Nominado  | [ 100 ] |
| 2013 | American Music Awards           | Álbum favorito de country   | Ganador   | [ 100 ] |
| 2014 | Premios Grammy                  | Álbum del año               | Nominado  | [ 19 ]  |
| 2014 | Premios Grammy                  | Mejor álbum country         | Nominado  | [ 19 ]  |

## Historial de lanzamientos
- Edición estándar

| País           | Fecha                 | Formato               | Ref.    |
| -------------- | --------------------- | --------------------- | ------- |
| Argentina      | 22 de octubre de 2012 | CD y descarga digital | [ 198 ] |
| Australia      | 22 de octubre de 2012 | CD y descarga digital | [ 199 ] |
| España         | 22 de octubre de 2012 | CD y descarga digital | [ 200 ] |
| Estados Unidos | 22 de octubre de 2012 | CD y descarga digital | [ 27 ]  |
| Irlanda        | 22 de octubre de 2012 | CD y descarga digital | [ 201 ] |
| Italia         | 22 de octubre de 2012 | CD y descarga digital | [ 28 ]  |
| Noruega        | 22 de octubre de 2012 | CD y descarga digital | [ 202 ] |
| Nueva Zelanda  | 22 de octubre de 2012 | CD y descarga digital | [ 29 ]  |
| Reino Unido    | 22 de octubre de 2012 | CD y descarga digital | [ 203 ] |
| Suiza          | 22 de octubre de 2012 | CD y descarga digital | [ 204 ] |

- Edición de lujo

| País           | Fecha                 | Formato               | Ref.    |
| -------------- | --------------------- | --------------------- | ------- |
| Argentina      | 22 de octubre de 2012 | CD y descarga digital | [ 205 ] |
| Australia      | 22 de octubre de 2012 | CD y descarga digital | [ 206 ] |
| España         | 22 de octubre de 2012 | CD y descarga digital | [ 207 ] |
| Estados Unidos | 22 de octubre de 2012 | CD y descarga digital | [ 208 ] |
| Irlanda        | 22 de octubre de 2012 | CD y descarga digital | [ 209 ] |
| Italia         | 22 de octubre de 2012 | CD y descarga digital | [ 210 ] |
| Noruega        | 22 de octubre de 2012 | CD y descarga digital | [ 211 ] |
| Nueva Zelanda  | 22 de octubre de 2012 | CD y descarga digital | [ 212 ] |
| Reino Unido    | 22 de octubre de 2012 | CD y descarga digital | [ 213 ] |
| Suiza          | 22 de octubre de 2012 | CD y descarga digital | [ 214 ] |

## Créditos y personal
| - Peggy Baldwin: chelo. - Brett Banducci: viola. - Sarah Barlow: fotografía. - Sam Bell: ingeniería. - Leann Bennett: coordinación de producción. - Jeff Bhasker: bajo, teclado, piano, producción, programación y respaldo vocal. - Matt Bishop: edición e ingeniería. - Drew Bollman: asistente. - J. Bonilla: batería, percusión y programación. - Scott Borchetta: productor ejecutivo. - Delbert Bowers: asistente. - Nick Buda: batería. - Tom Bukovac: guitarra eléctrica. - Jason Campbell: coordinación de producción. - Chad Carlson: ingeniería. - Nathan Chapman: bajo, batería, ingeniería, guitarra acústica y eléctrica, teclado, mandolina, percusión, piano, productor, solista, sintetizador y respaldo vocal. - Daphne Chen: violín. - Lauren Chipman: viola. - Tom Coyne: masterización. - Eric Darken: percusión. - Marcia Dickstein: arpa. - Richard Dodd: chelo. - Leland Elliott: asistente. - Caitlin Evanson: respaldo vocal. - Eric Eylands: asistente. - Paul Franklin: steel guitar. - Greg Fuess: asistente. - Chris Galland: asistente. - Serban Ghenea: mezclas. - Eric Gorfain: concertino y violín. - Matty Green: asistente. - Mike "Frog" Griffith: coordinación de producción. - Austin Hale: diseño. - John Hanes: ingeniería de mezclas. - Sam Holland: ingeniería. - Dann Huff: bouzouki, guitarra eléctrica, cuerdas de guitarra y productor. - David Huff: edición digital. - Michael Ilbert: ingeniería. - Tyler Johnson: ingeniería de guitarra y respaldo vocal. - Charlie Judge: acordeón, Hammond B3, piano vertical, cuerdas y sintetizador. - Gina Kronstadt: violín. - John Krovoza: chelo. - Marisa Kuney: violín. - Jacknife Lee: bajo, compositor, ingeniería, guitarra, teclado, productor y programación. - Gary Lightbody: compositor, artista invitado y respaldo vocal. - Steve Marcantonio: ingeniería. | - Manny Marroquin: mezclas. - Max Martin: compositor, teclado y productor. - Seth Morton: asistente. - Anders Mouridsen: guitarra. - Jamie Muhoberac: piano. - Jemma Muradian: estilista de cabello. - Bethany Newman: dirección de arte. - Josh Newman: dirección de arte. - Justin Niebank: mezclas. - Neli Nikolaeva: violín. - Chris Owens: asistente. - Owen Pallett: director de orquesta y orquestación - Radu Pieptea: violín. - Simeon Pillich: contrabajo. - Wes Precourt: violín. - John Rausch: ingeniería. - Matt Rausch: ingeniería. - Bill Rieflin: batería. - Tim Roberts: asistente. - Eric Robinson: ingeniería. - Liz Rose: compositora. - Pawel Sek: ingeniería. - Ed Sheeran: compositor y artista invitado. - Shellback: bajo, compositor, guitarra, guitarra acústica y eléctrica, teclado, productor y programación. - Jake Sinclair: bajo, ingeniería y respaldo vocal. - Jimmie Sloas: bajo. - Mark «Spike» Stent: mezclas. - Aaron Sterling: batería. - Taylor Swift: compositora, directora de creación, guitarra acústica, voz, artista principal, productora y respaldo vocal. - Jeff Takiguchi: contrabajo. - Andy Thompson: ingeniería, guitarra y piano eléctrico. - JoAnn Tominaga: coordinación de producción. - Ilya Toshinskiy: mandolina. - Lorrie Turk: maquillaje. - Butch Walker: batería, guitarra, teclado, percusión, productor y respaldo vocal. - Patrick Warren: compositor y arreglos de cuerdas. - Amy Wickman: violín. - Hank Williams: masterización. - Brian David Willis: ingeniería. - Dan Wilson: bajo, compositor, guitarra eléctrica, piano, productor y respaldo vocal. - Rodney Wirtz: viola. - Jonathan Yudkin: violín. |

Nota: Créditos adaptados a la edición estándar del álbum.